# Qualificazioni al campionato europeo dei piccoli stati maschile di pallavolo 2013
Le qualificazioni al campionato europeo dei piccoli stati maschile di pallavolo 2013 si sono svolte dal 25 maggio al 3 giugno 2013: al torneo hanno partecipato dieci squadre nazionali europee di stati con meno di un milione di abitanti e tre di queste si sono qualificate al campionato europeo dei piccoli stati 2013.

## Regolamento
Le squadre hanno disputato una fase a gironi con formula del girone all'italiana: le prime due classificate di ogni girone si sono qualificate per il campionato europeo dei piccoli stati 2013 (anche la nazionale del paese organizzatore, nonostante già qualificata, ha partecipato alle qualificazioni: nel caso in cui questa si classifichi tra le prime due del proprio girone, nessun'altra nazionale è ripescata).

## Squadre partecipanti
- Cipro
- Fær Øer
- Irlanda
- Irlanda del Nord
- Islanda
- Lussemburgo
- Malta
- Monaco
- San Marino
- Scozia

## Torneo
| Girone A   | Girone B         |
| ---------- | ---------------- |
| Cipro      | Fær Øer          |
| Islanda    | Irlanda          |
| Malta      | Irlanda del Nord |
| Monaco     | Lussemburgo      |
| San Marino | Scozia           |

### Girone A

#### Risultati
| 25 maggio 2013 Cottonera Sports Complex, Cospicua Durata: 1h:52 - Spettatori: 35  | San Marino | 3 - 1 | Islanda    | 25-22, 21-25, 25-17, 25-20        |
| 25 maggio 2013 Cottonera Sports Complex, Cospicua Durata: 1h:23 - Spettatori: 100 | Cipro      | 3 - 0 | Monaco     | 25-17, 26-24, 25-17               |
| 25 maggio 2013 Cottonera Sports Complex, Cospicua Durata: 1h:13 - Spettatori: 350 | Malta      | 0 - 3 | San Marino | 17-25, 17-25, 22-25               |
| 26 maggio 2013 Cottonera Sports Complex, Cospicua Durata: 1h:04 - Spettatori: 110 | Cipro      | 3 - 0 | Malta      | 25-17, 25-14, 25-14               |
| 26 maggio 2013 Cottonera Sports Complex, Cospicua Durata: 1h:17 - Spettatori: 85  | Monaco     | 3 - 0 | Islanda    | 25-17, 25-20, 25-13               |
| 26 maggio 2013 Cottonera Sports Complex, Cospicua Durata: 1h:01 - Spettatori: 60  | San Marino | 0 - 3 | Cipro      | 10-25, 14-25, 13-25               |
| 26 maggio 2013 Cottonera Sports Complex, Cospicua Durata: 1h:26 - Spettatori: 100 | Malta      | 1 - 3 | Monaco     | 25-22, 11-25, 14-25, 12-25        |
| 27 maggio 2013 Cottonera Sports Complex, Cospicua Durata: 1h:44 - Spettatori: 40  | Islanda    | 1 - 3 | Cipro      | 25-21, 20-25, 22-25, 18-25        |
| 27 maggio 2013 Cottonera Sports Complex, Cospicua Durata: 1h:59 - Spettatori: 90  | Monaco     | 2 - 3 | San Marino | 25-18, 25-19, 17-25, 21-25, 15-17 |
| 27 maggio 2013 Cottonera Sports Complex, Cospicua Durata: 1h:03 - Spettatori: 230 | Islanda    | 3 - 0 | Malta      | 25-13, 25-15, 25-9                |

#### Classifica
| Pos | Squadra    | Pt | G | V | P | SV | SP | Ratio  | PF  | PS  | Ratio |
| --- | ---------- | -- | - | - | - | -- | -- | ------ | --- | --- | ----- |
| 1   | Cipro      | 12 | 4 | 4 | 0 | 12 | 1  | 12.000 | 322 | 225 | 1.431 |
| 2   | San Marino | 8  | 4 | 3 | 1 | 9  | 6  | 1.500  | 312 | 318 | 0.981 |
| 3   | Monaco     | 7  | 4 | 2 | 2 | 8  | 7  | 1.142  | 333 | 292 | 1.140 |
| 4   | Islanda    | 3  | 4 | 1 | 3 | 5  | 9  | 0.555  | 294 | 304 | 0.967 |
| 5   | Malta      | 0  | 4 | 0 | 4 | 1  | 12 | 0.0833 | 200 | 322 | 0.621 |

### Girone B

#### Risultati
| 1º giugno 2013 Gymnase Coque, Lussemburgo Durata: 1h:10 - Spettatori: 50  | Irlanda del Nord | 0 - 3 | Scozia           | 20-25, 14-25, 22-25        |
| 1º giugno 2013 Gymnase Coque, Lussemburgo Durata: 1h:18 - Spettatori: 80  | Fær Øer          | 3 - 0 | Irlanda          | 25-21, 25-20, 25-23        |
| 1º giugno 2013 Gymnase Coque, Lussemburgo Durata: 1h:01 - Spettatori: 180 | Lussemburgo      | 3 - 0 | Irlanda del Nord | 25-13, 25-20, 25-20        |
| 2 giugno 2013 Gymnase Coque, Lussemburgo Durata: 1h:11 - Spettatori: 50   | Fær Øer          | 0 - 3 | Lussemburgo      | 20-25, 9-25, 14-25         |
| 2 giugno 2013 Gymnase Coque, Lussemburgo Durata: 1h:09 - Spettatori: 80   | Irlanda          | 0 - 3 | Scozia           | 15-25, 21-25, 11-25        |
| 2 giugno 2013 Gymnase Coque, Lussemburgo Durata: 1h:12 - Spettatori: 80   | Irlanda del Nord | 0 - 3 | Fær Øer          | 18-25, 13-25, 24-26        |
| 2 giugno 2013 Gymnase Coque, Lussemburgo Durata: 1h:03 - Spettatori: 190  | Lussemburgo      | 3 - 0 | Irlanda          | 25-8, 25-12, 25-18         |
| 3 giugno 2013 Gymnase Coque, Lussemburgo Durata: 1h:18 - Spettatori: 50   | Scozia           | 3 - 0 | Fær Øer          | 25-20, 25-17, 25-20        |
| 3 giugno 2013 Gymnase Coque, Lussemburgo Durata: 1h:14 - Spettatori: 80   | Irlanda          | 0 - 3 | Irlanda del Nord | 23-25, 17-25, 19-25        |
| 3 giugno 2013 Gymnase Coque, Lussemburgo Durata: 1h:45 - Spettatori: 330  | Scozia           | 1 - 3 | Lussemburgo      | 19-25, 29-27, 14-25, 20-25 |

#### Classifica
| Pos | Squadra          | Pt | G | V | P | SV | SP | Ratio | PF  | PS  | Ratio  |
| --- | ---------------- | -- | - | - | - | -- | -- | ----- | --- | --- | ------ |
| 1   | Lussemburgo      | 12 | 4 | 4 | 0 | 12 | 1  | 1.513 | 327 | 216 | 12.000 |
| 2   | Scozia           | 9  | 4 | 3 | 1 | 10 | 3  | 3.333 | 307 | 262 | 1.171  |
| 3   | Fær Øer          | 6  | 4 | 2 | 2 | 6  | 6  | 1.000 | 251 | 269 | 0.933  |
| 4   | Irlanda del Nord | 3  | 4 | 1 | 3 | 3  | 9  | 0.333 | 239 | 285 | 0.838  |
| 5   | Irlanda          | 0  | 4 | 0 | 4 | 0  | 12 | 0.000 | 208 | 300 | 0.693  |

## Squadre qualificate
- Cipro
- Lussemburgo
- San Marino
- Scozia